# Despacito
„Despacito“ (anglicky Slowly; česky Pomalu) je španělská píseň ze stejnojmenného alba portorického zpěváka Luise Fonsiho a rappera Daddyho Yankeeho. Singl popisuje milostný vztah muže a ženy, vzhledem k tomu došlo ze strany malajsijských veřejnoprávních sdělovacích prostředků k zákazu jeho audiovizuálního promítání v tomto médiu. Píseň za svou krátkou existenci získala značnou popularitu, stala se nejpřehrávanější písní na internetu. K písni vznikl také videoklip, který byl natáčen na rozličných místech ve čtvrtích La Perla a Old San Juan hlavního města Portorika San Juan. Kanadský zpěvák Justin Bieber skladbu zremixoval, čímž se písni dostalo ještě většího ohlasu. Upravenou verzi skladby nezákonně použil venezuelský prezident Nicolás Maduro ve své předvolební kampani, obdržel za to kritiku od obou autorů písně. Pro české posluchače píseň objevila rozhlasová stanice Evropa 2 v uruguayské hitparádě.

## Úspěchy písně

### YouTube
Hudební klip se začátkem srpna 2017 stal nejsledovanějším videem na YouTube vůbec, byl první, který překonal hranici 3; 4; 5; a dokonce i 6 miliard zhlédnutí. Videoklip se v roce 2017 umístil druhý v seznamu Rewind, který vydává společnost Google, v kategorii nejpopulárnější hudby na českém YouTube. Píseň také zazněla ve videu YouTube Rewind 2017, které je každoročně vydáváno na YouTube a dokumentuje trendy daného roku na této síti. Dne 4. března 2018 videoklip ke skladbě překonal hranici 5 miliard zhlédnutí na internetové mediální platformě YouTube, videoklip se tak stal prvním videem na tomto portálu, které překročilo tuto hranici. Videoklip překonal hranici 6 miliard zhlédnutí 25. února 2019. Metu 7 miliard zhlédnutí překonal v říjnu 2020, 8 miliard v listopadu 2022.

### Žebříčky

#### Týdenní žebříčky (výběr)
| Žebříček (2017)                            | Nejvyšší dosažená pozice |
| ------------------------------------------ | ------------------------ |
| Argentina (Monitor Latino)                 | 1                        |
| Kanada (Canadian Hot 100)                  | 56                       |
| Chile (Monitor Latino)                     | 1                        |
| Kolumbie (National-Report)                 | 1                        |
| Chorvatsko (HRT)                           | 1                        |
| Dánsko (Tracklisten)                       | 1                        |
| Dominikánská republika (Monitor Latino)    | 2                        |
| Ekvádor (Monitor Latino)                   | 1                        |
| Europe Digital Songs (Billboard)           | 4                        |
| Německo (Airplay Chart)                    | 1                        |
| Greece Digital Songs (Billboard)           | 1                        |
| Guatemala (Monitor Latino)                 | 1                        |
| Island (RÚV)                               | 9                        |
| Irsko (IRMA)                               | 1                        |
| Japonsko (Japan Hot 100)                   | 92                       |
| Lotyšsko (Latvijas Top 40)                 | 4                        |
| Libanon (Lebanese Top 20)                  | 1                        |
| Luxembourg Digital Songs (Billboard)       | 2                        |
| Malajsie (RIM)                             | 1                        |
| Mexiko (AMPROFON)                          | 1                        |
| Mexico Airplay (Billboard)                 | 1                        |
| Norsko (VG-lista)                          | 1                        |
| Panama (Monitor Latino)                    | 1                        |
| Paraguay (Monitor Latino)                  | 1                        |
| Peru (Monitor Latino)                      | 1                        |
| Filipíny (Philippine Hot 100)              | 1                        |
| Romania Radio Airplay (Media Forest)       | 3                        |
| Russia Airplay (Tophit)                    | 1                        |
| Russia Airplay & Streaming (Tophit)        | 1                        |
| Skotsko (Official Charts Company)          | 5                        |
| Slovinsko (SloTop50)                       | 1                        |
| Ukraine Airplay (Tophit)                   | 3                        |
| UK Singles (Official Charts Company)       | 4                        |
| Uruguay (Monitor Latino)                   | 1                        |
| Spojené státy americké (Billboard Hot 100) | 44                       |
| Venezuela (Record Report)                  | 1                        |

| Autoritní data | MBRG : 72dc54da-3cc9-4191-b092-b574437a0de5 |